# 대한민국 형법 제280조
대한민국 형법 제280조는 체포와 감금 미수범에 대한 형법각칙의 조문이다.

## 조문
제280조(미수범) 전 4조의 미수범은 처벌한다.

第276條(逮捕, 監禁, 尊屬逮捕, 尊屬監禁) ① 사람을 逮捕 또는 監禁한 者는 5年 以下의 懲役 또는 700萬원 이하의 罰金에 處한다.

②自己 또는 配偶者의 直系尊屬에 對하여 第1項의 罪를 犯한 때에는 10年 以下의 懲役 또는 1千500萬원 이하의 罰金에 處한다.

## 판례

### 감금죄의 요건
- 감금죄는 사람의 행동의 자유를 그 보호법익으로 하여 사람이 특정한 구역에서 나가는 것을 불가능하게 하거나 또는 심히 곤란하게 하는 죄로서 이와 같이 사람이 특정한 구역에서 나가는 것을 불가능하게 하거나 심히 곤란하게 하는 그 장해는 물리적, 유형적 장해뿐만 아니라 심리적, 무형적 장해에 의하여서도 가능하고 또 감금의 본질은 사람의 행동의 자유를 구속하는 것으로 행동의 자유를 구속하는 그 수단과 방법에는 아무런 제한이 없으므로 그 수단과 방법에는 유형적인 것이거나 무형적인 것이거나를 가리지 아니하며 감금에 있어서의 사람의 행동의 자유의 박탈은 반드시 전면적이어야 할 필요가 없으므로 감금된 특정구역 내부에서 일정한 생활의 자유가 허용되어 있었다고 하더라도 감금죄의 성립에는 아무 소장이 없다.[1]

### 감금행위가 강간미수죄의 수단인 경우
강간죄의 성립에 언제나 직접적으로 또 필요한 수단으로서 감금행위를 수반하는 것은 아니므로 감금행위가 강간미수죄의 수단이 되었다 하여 감금행위는 강간미수죄의 수단이 되었다 하여 감금행위는 강간미수죄에 흡수되어 범죄를 구성하지 않는다고 할 수는 없는 것이고, 그때에는 감금죄와 강간미수죄는 일개의 행위에 의하여 실현된 경우로서 형 40조의 상상적 경합관계에 있다

## 참고 문헌
- 김재윤, 손동권, 『새로운 형법각론』, 율곡출판사, 2013. ISBN 978-89-974283-4-2

## 같이 보기
- 감금죄
- 강도상해죄